# 岐阜県立土岐高等学校明世分校
岐阜県立土岐高等学校明世分校（ぎふけんりつときこうとうがっこう　あきよぶんこう）とは、かつて岐阜県土岐郡明世村（現・瑞浪市明世町）にあった公立の高等学校の分校。

## 概要
- 岐阜県立土岐高等学校[注釈 2]の定時制の分校であった。県立高等学校の分校であったが、設置者は明世村であった。

## 沿革
- 1948年（昭和23年）10月 - 土岐郡明世村に岐阜県立土岐高等学校明世分校として開校。昼間定時制家庭科を設置。校舎は明世小学校[注釈 3]の校舎の一部を仮校舎とする。
- 1950年（昭和25年）3月 - 廃校。廃校時の生徒数は12名。